# Гамал
ܓ (ܓܡܠ, в.-сир. гамал, з.-сир. гомал) — третья буква сирийского алфавита.

## Использование
Происходит от арамейской буквы гимель (𐡂), восходящей к финикийской букве гамл (𐤂, ).
В сирийском языке обозначала взрывной согласный [ɡ] (также указывается точкой над буквой — кушшаей, ◌݁), после гласных — фрикатив [ɣ] (указывается точкой под буквой — руккахой, ◌݂). В ассирийском языке обозначает [ɡ] или [ɣ] (обозначается точкой снизу). Числовое значение в сирийской системе счисления — 3.
В романизациях ALA-LC и BGN/PCGN передаётся как g.

## Кодировка
Буква гамал была добавлена в стандарт Юникод в версии 3.0 в блок «Сирийское письмо» (англ. Syriac) под шестнадцатеричным кодом U+0713.